# MERS-CoV
O coronavírus da síndrome respiratória do Oriente Médio (português brasileiro) ou Médio Oriente (português europeu) (em inglês:  Middle East respiratory syndrome coronavirus - Mers-CoV), também denominado EMC/2012 (HCoV-EMC/2012), é um vírus ARN de cadeia única de sentido positivo do gênero betacoronavírus. O vírus causa a síndrome respiratória do Médio Oriente (MERS).
O primeiro registro do chamado novo coronavírus foi relatado em 2012, após o sequenciamento do genoma de um vírus isolado de amostras de escarro de pacientes que ficaram doentes em um surto de uma nova gripe de 2012.
Em 16 de abril de 2014, casos de Mers-CoV foram relatados em vários países, como Arábia Saudita, Malásia, Jordânia, Qatar, Emirados Árabes Unidos, Tunísia e Filipinas. O número de casos da doença chegou a 238, com 92 mortes.